# Okręg wyborczy nr 29 do Sejmu Rzeczypospolitej Polskiej (1991–1993)
Okręg wyborczy nr 29 do Sejmu Rzeczypospolitej Polskiej (1991–1993) obejmował województwo rzeszowskie i tarnobrzeskie. W ówczesnym kształcie został utworzony w 1991. Wybieranych było w nim 13 posłów w systemie proporcjonalnym.
Siedzibą okręgowej komisji wyborczej był Rzeszów.

## Wybory parlamentarne 1991
Głosowanie odbyło się 27 października 1991.
| Komitet wyborczy                                      | Komitet wyborczy                                                  | Głosów | %     | Mandaty | Wybrani posłowie                    |
| ----------------------------------------------------- | ----------------------------------------------------------------- | ------ | ----- | ------- | ----------------------------------- |
|                                                       | Porozumienie Ludowe                                               | 54 936 | 13,90 | 2       | Józef Frączek, Henryk Suchora       |
|                                                       | Polskie Stronnictwo Ludowe Sojusz Programowy                      | 52 799 | 13,36 | 2       | Aleksander Bentkowski, Jan Majewski |
|                                                       | Wyborcza Akcja Katolicka                                          | 44 685 | 11,31 | 2       | Waldemar Sikora, Adam Matuszczak    |
|                                                       | Konfederacja Polski Niepodległej                                  | 35 795 | 9,06  | 1       | Zygmunt Łenyk                       |
|                                                       | Porozumienie Obywatelskie Centrum                                 | 35 310 | 8,94  | 1       | Jacek Bujak                         |
|                                                       | Sojusz Lewicy Demokratycznej                                      | 33 329 | 8,43  | 1       | Jerzy Jaskiernia                    |
|                                                       | Niezależny Samorządny Związek Zawodowy „Solidarność”              | 29 384 | 7,44  | 1       | Barbara Frączek                     |
|                                                       | Unia Demokratyczna                                                | 24 762 | 6,27  | 1       | Władysław Liwak                     |
|                                                       | Stronnictwo Demokratyczne                                         | 11 845 | 3,00  | 1       | Jan Świtka                          |
|                                                       | Polska Partia Przyjaciół Piwa                                     | 10 324 | 2,61  | –       |                                     |
|                                                       | Kongres Liberalno-Demokratyczny                                   | 10 194 | 2,58  | –       |                                     |
|                                                       | Chrześcijańska Demokracja                                         | 8078   | 2,04  | 1       | Henryk Rospara                      |
|                                                       | Regionalne Forum Wyborcze                                         | 7724   | 1,95  | –       |                                     |
|                                                       | Unia Polityki Realnej                                             | 6802   | 1,72  | –       |                                     |
|                                                       | Samorządy Gmin                                                    | 4711   | 1,19  | –       |                                     |
|                                                       | Partia Wolności                                                   | 4673   | 1,18  | –       |                                     |
|                                                       | Rzemiosło i Mała Przedsiębiorczość                                | 3655   | 0,93  | –       |                                     |
|                                                       | „Ojcowizna”                                                       | 2902   | 0,73  | –       |                                     |
|                                                       | Polska Partia Ekologiczna – Zieloni                               | 2683   | 0,68  | –       |                                     |
|                                                       | Zdrowa Polska – Sojusz Ekologiczny                                | 2455   | 0,62  | –       |                                     |
|                                                       | Stronnictwo Narodowe                                              | 1966   | 0,50  | –       |                                     |
|                                                       | Ruch Demokratyczno-Społeczny                                      | 1790   | 0,45  | –       |                                     |
|                                                       | Koalicja Polskiej Partii Ekologicznej i Polskiej Partii Zielonych | 1760   | 0,45  | –       |                                     |
|                                                       | Blok Ludowo-Chrześcijański                                        | 1509   | 0,38  | –       |                                     |
|                                                       | Pracownicy PeKaPeeS                                               | 696    | 0,18  | –       |                                     |
|                                                       | Polski Związek Zachodni                                           | 361    | 0,09  | –       |                                     |
| Frekwencja: 45,53% Źródło: Państwowa Komisja Wyborcza |                                                                   |        |       |         |                                     |